# Eisenbahnunfall von Sanry-sur-Nied
Beim Eisenbahnunfall von Sanry-sur-Nied fuhr am 24. August 1951 früh morgens ein Schnellzug im Bahnhof von Sanry-sur-Nied auf einen dort außerplanmäßig haltenden Zug auf, wobei 21 Menschen ums Leben kamen.

## Ausgangslage
Der Nachtschnellzug D 1118 war von Frankfurt am Main nach Paris unterwegs. Am Zugschluss führte er einen Gepäck- oder Bahnpostwagen. In dem Zug reisten auch zahlreiche Angehörige der US-amerikanischen Besatzungstruppen. Dem Frankfurter Zug folgte bei Metz unmittelbar der Schnellzug von Basel nach Calais auf der gleichen Strecke.

## Unfallhergang
In Folge des Fehlers eines Mitarbeiters im Stellwerk, einer nicht eindeutigen Signalstellung oder weil er feststellte, dass offensichtlich etwas mit den Signalen nicht in Ordnung war, hielt der Lokomotivführer des aus Frankfurt kommenden Zuges im Bahnhof von Sanry-sur-Nied. Da er wusste, dass ihm der Schnellzug von Basel nach Calais unmittelbar folgte, lief er zurück, um Knallkapseln auszulegen, die den folgenden Zug warnen sollten. Er kam aber nur 250 Meter weit, als der Zug nach Calais ihm begegnete. Mit etwa 100 km/h fuhr dieser auf den stehenden Zug auf. Dessen Gepäck- oder Bahnpostwagen am Zugschluss wurde zertrümmert und die beiden davor eingereihten Personenwagen aufeinander geschoben. In der Folge könnte ein Brand ausgebrochen sein. Jedenfalls wird von mehreren Verletzten mit Verbrennungen berichtet.

## Folgen
21 Menschen starben, vier davon US-amerikanische Militärangehörige. Mindestens 35 Menschen wurden verletzt. Die US Air Force schickte zwei Transportflugzeuge vom Flughafen Frankfurt Main nach Verdun, um die Toten und Verletzten auszufliegen. Die 18 US-amerikanischen Verletzten wurden nach Neubiberg bei München geflogen und von dort in ein Militärhospital eingeliefert. Unter den Toten sollen keine Deutschen gewesen sein. Lokomotivpersonal und Reisende im Zug nach Calais blieben unverletzt.